# Герцог де Дамвиль
Герцог де Дамвиль (фр. duc de Damville) — французский дворянский титул.

## Первая креация
Сеньория Корнюэй и фьефы Гран-Миньер и Пти-Миньер, объединенные с шателенией Дамвиль, жалованной грамотой, данной в Виллер-Котре в августе 1552, были возведены в баронию в пользу коннетабля Анна де Монморанси. 
Жалованной грамотой Людовика XIII в сентябре 1610 барония Дамвиль была возведена в ранг герцогства-пэрии для третьего сына коннетабля Шарля де Монморанси, барона де Дамвиля, адмирала Франции, и его детей мужского пола. В случае отсутствия сыновей титулы переходили к его племяннику Анри де Монморанси и его мужскому потомству, а при отсутствии такового упразднялись. Пожалование было утверждено 30 декабря 1610.
Шарль де Дамвиль умер в 1612 году, наследовавший ему Анри II умер 30 октября 1632, и титулы были упразднены.

## Вторая креация
Франсуа-Кристоф де Леви-Вантадур, граф де Брион, сын герцога де Вантадура, племянник Анри II де Монморанси, добился возведения земли Дамвиль в ранг герцогства-пэрии в ноябре 1648, но это пожалование не было зарегистрировано. Он умер бездетным 9 сентября 1661.

## Третья креация
Луи-Александр де Бурбон, граф Тулузский, легитимированный бастард Людовика XIV, приобрел землю Дамвиль и жалованной грамотой, данной в Фонтенбло в сентябре 1694 и зарегистрированной 27 ноября, для него и его потомства, мужского и женского, было восстановлено герцогство-пэрия.
В 1719 году он продал владение Мари-Мадлен де Ла-Вьевиль, вдове Сезара де Бодеана, графа де Парабера, и титулы снова были упразднены.